# Liste der Biografien/Malr
Liste der Biografien |
Portal Biografien |
Personensuche
# |
A |
B |
C |
D |
E |
F |
G |
H |
I |
J |
K |
L |
M |
N |
O |
P |
Q |
R |
S |
T |
U |
V |
W |
X |
Y |
Z |
?
 
Ma |
Mb |
Mc |
Md |
Me |
Mf |
Mg |
Mh |
Mi |
Mj |
Mk |
Ml |
Mm |
Mn |
Mo |
Mp |
Mq |
Mr |
Ms |
Mt |
Mu |
Mv |
Mw |
Mx |
My |
Mz
 
Maa |
Mab |
Mac |
Mad |
Mae |
Maf |
Mag |
Mah |
Mai |
Maj |
Mak |
Mal |
Mam |
Man |
Mao |
Map |
Maq |
Mar |
Mas |
Mat |
Mau |
Mav |
Maw |
Max |
May |
Maz
 
Mala |
Malb |
Malc |
Mald |
Male |
Malf |
Malg |
Malh |
Mali |
Malj |
Malk |
Mall |
Malm |
Maln |
Malo |
Malp |
Malq |
Malr |
Mals |
Malt |
Malu |
Malv |
Malw |
Maly |
Malz
Die Liste der Biografien führt alle Personen auf, die in der deutschsprachigen Wikipedia einen Artikel haben. Dieses ist eine Teilliste mit 8 Einträgen von Personen, deren Namen mit den Buchstaben „Malr“ beginnt.

## Malr

### Malra
- Malraux, André (1901–1976), französischer Schriftsteller und PolitikerAndré Malraux (1901–1976)

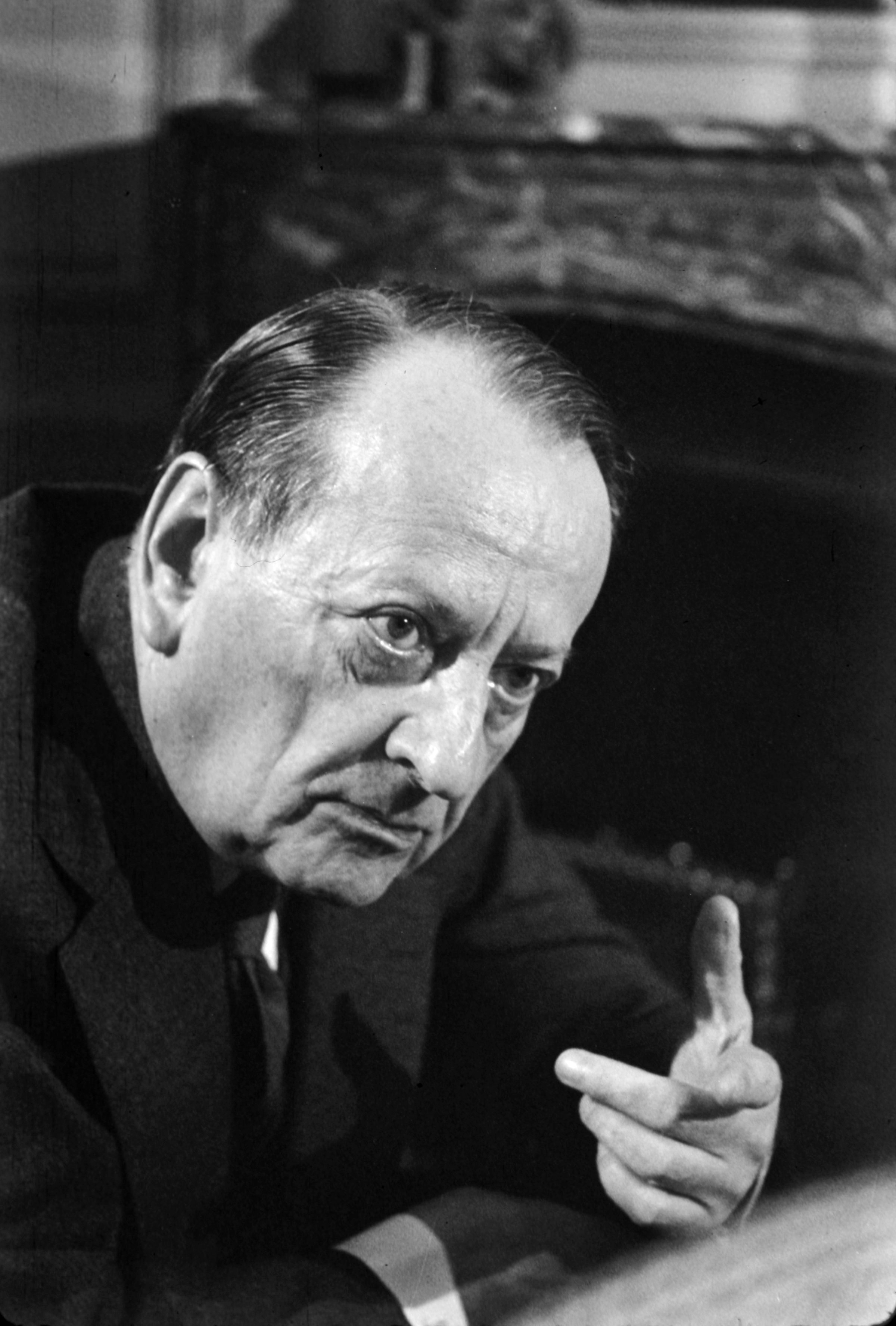
André Malraux (1901–1976)

- Malraux, Clara (1897–1982), französische Schriftstellerin
- Malraux, Florence (1933–2018), französische Assistenz-Regisseurin
- Malraux, Madeleine (1914–2014), französische Pianistin und Musikpädagogin

### Malre
- Malré, Ivan (1922–1974), jugoslawisch-deutscher Schauspieler und Synchronsprecher
- Malrechauffe, Damián (* 1984), uruguayischer Fußballspieler

### Malri
- Malrieu, Jean (1915–1976), französischer Dichter

### Malro
- Malroux, Augustin (1900–1945), französischer Politiker und Résistant